# Циркумбореальна область

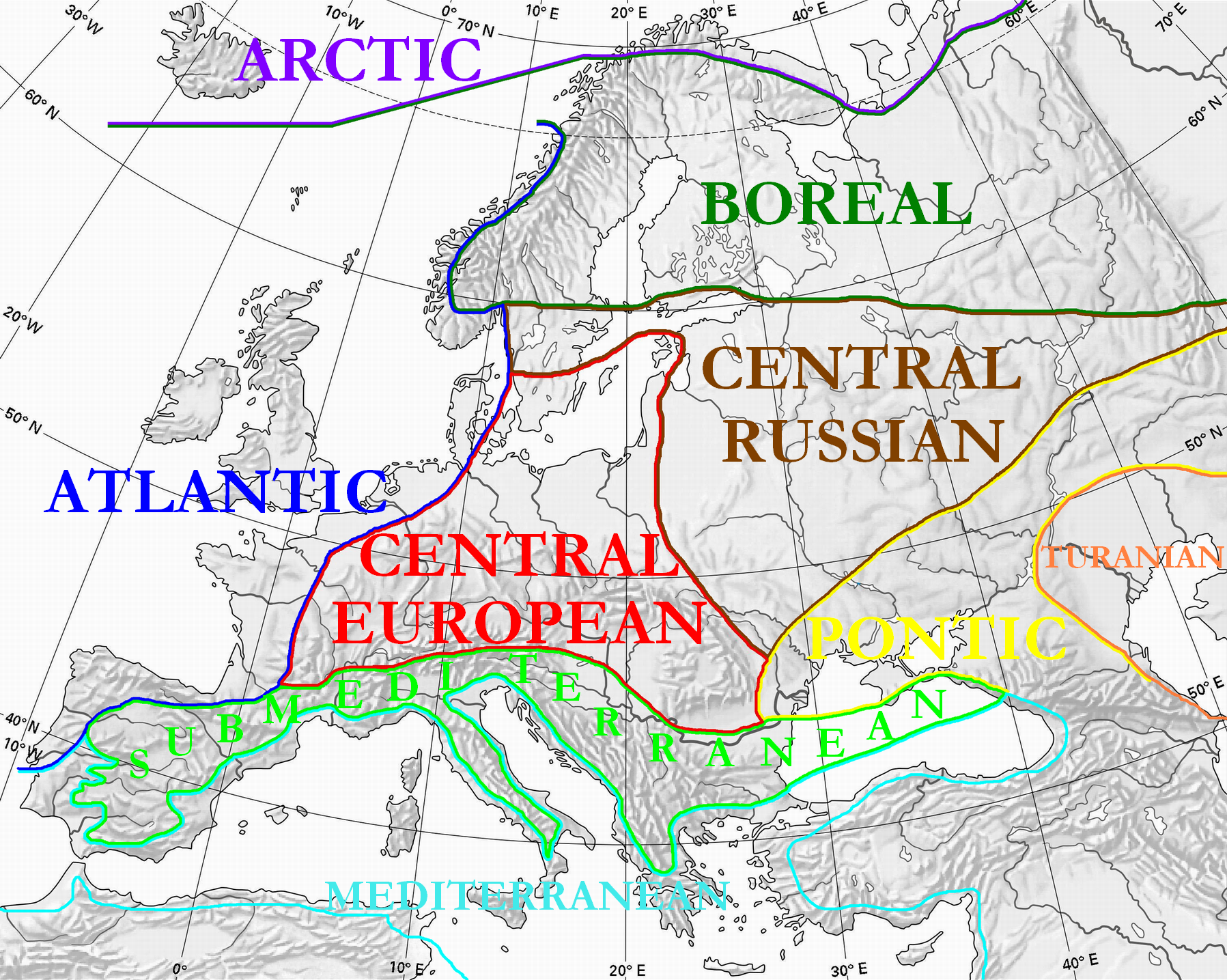
Флористичні регіони Європи за Wolfgang Frey і Rainer Lösch

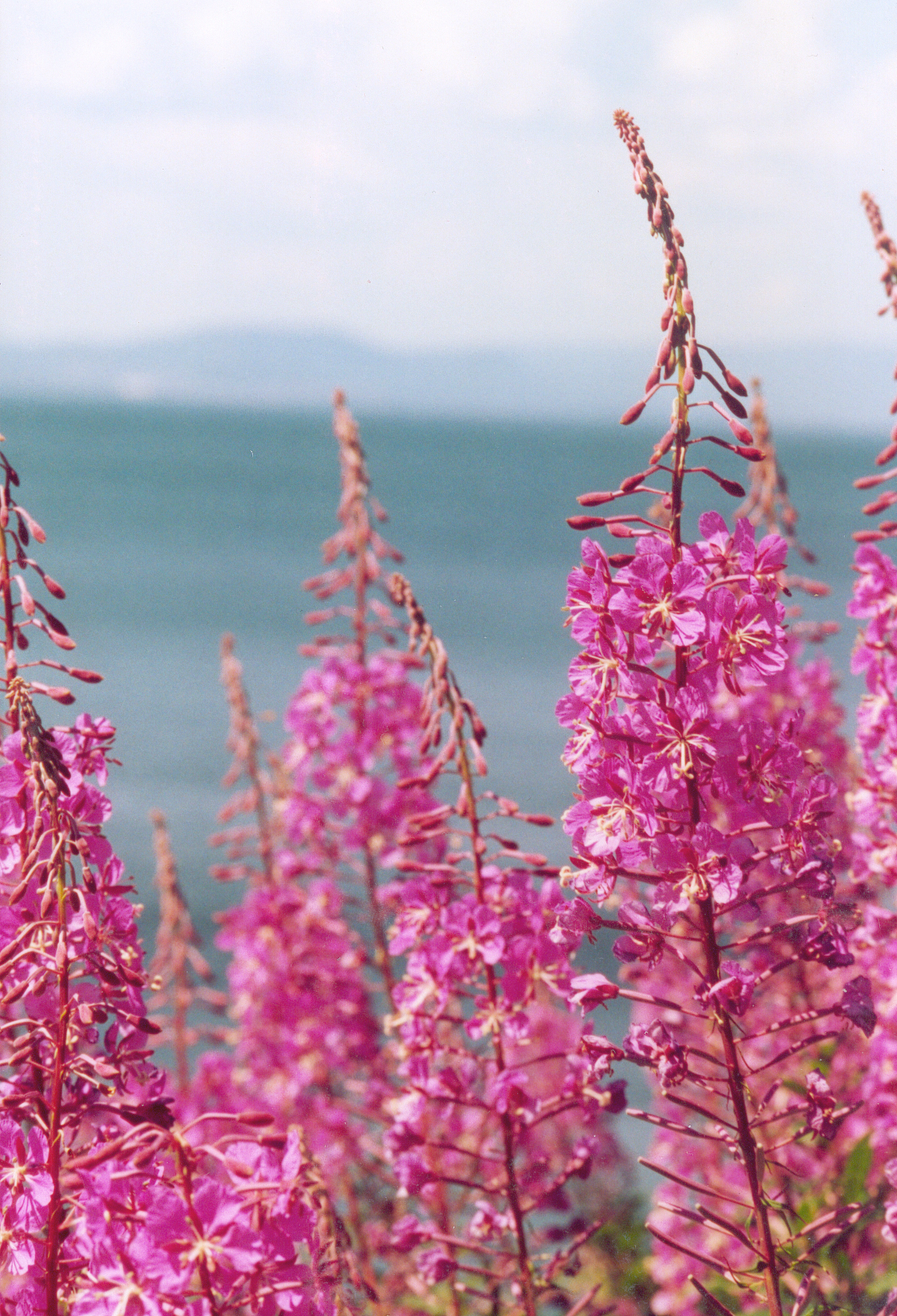
Epilobium angustifolium

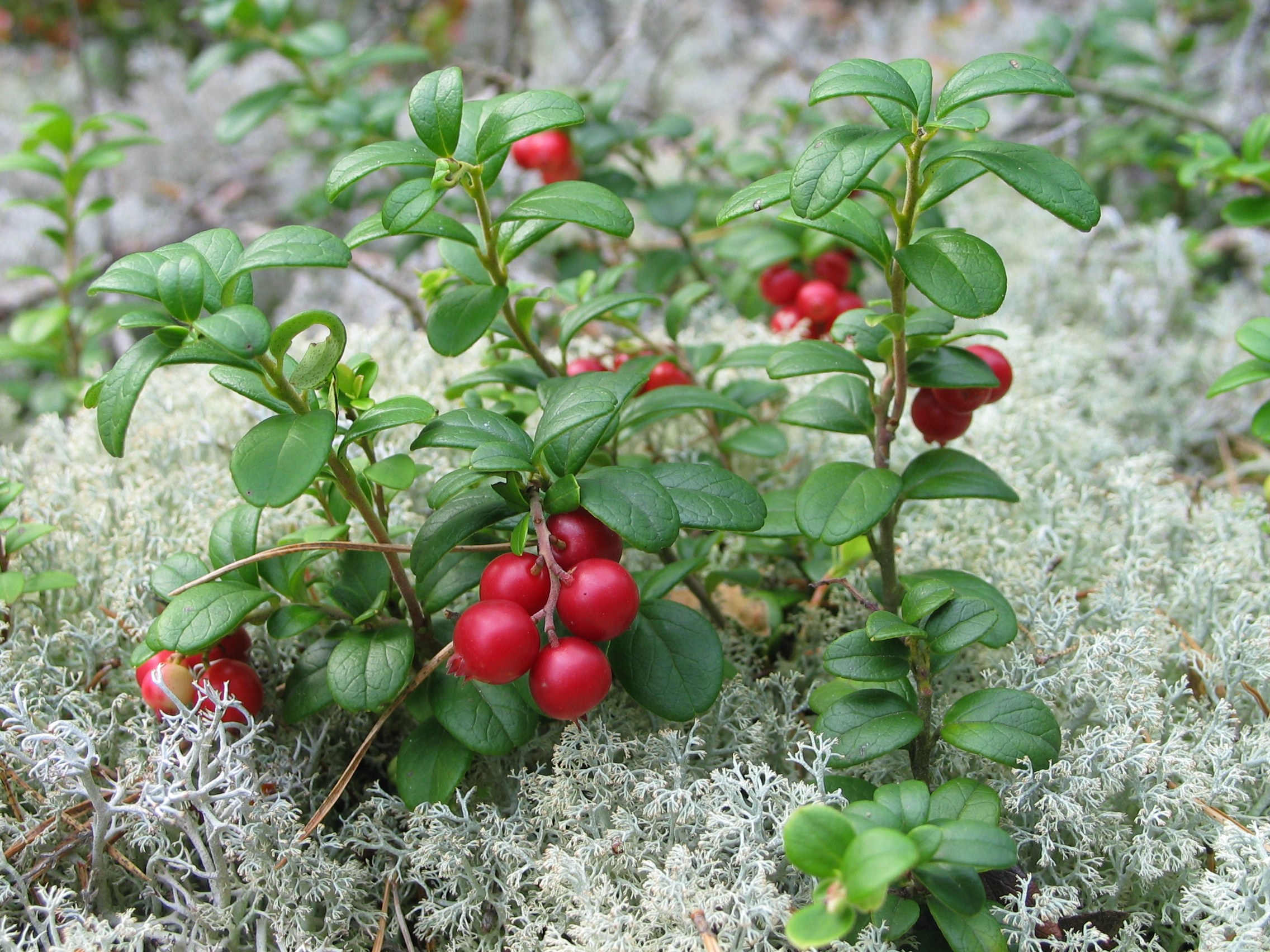
Vaccinium vitis-idaea

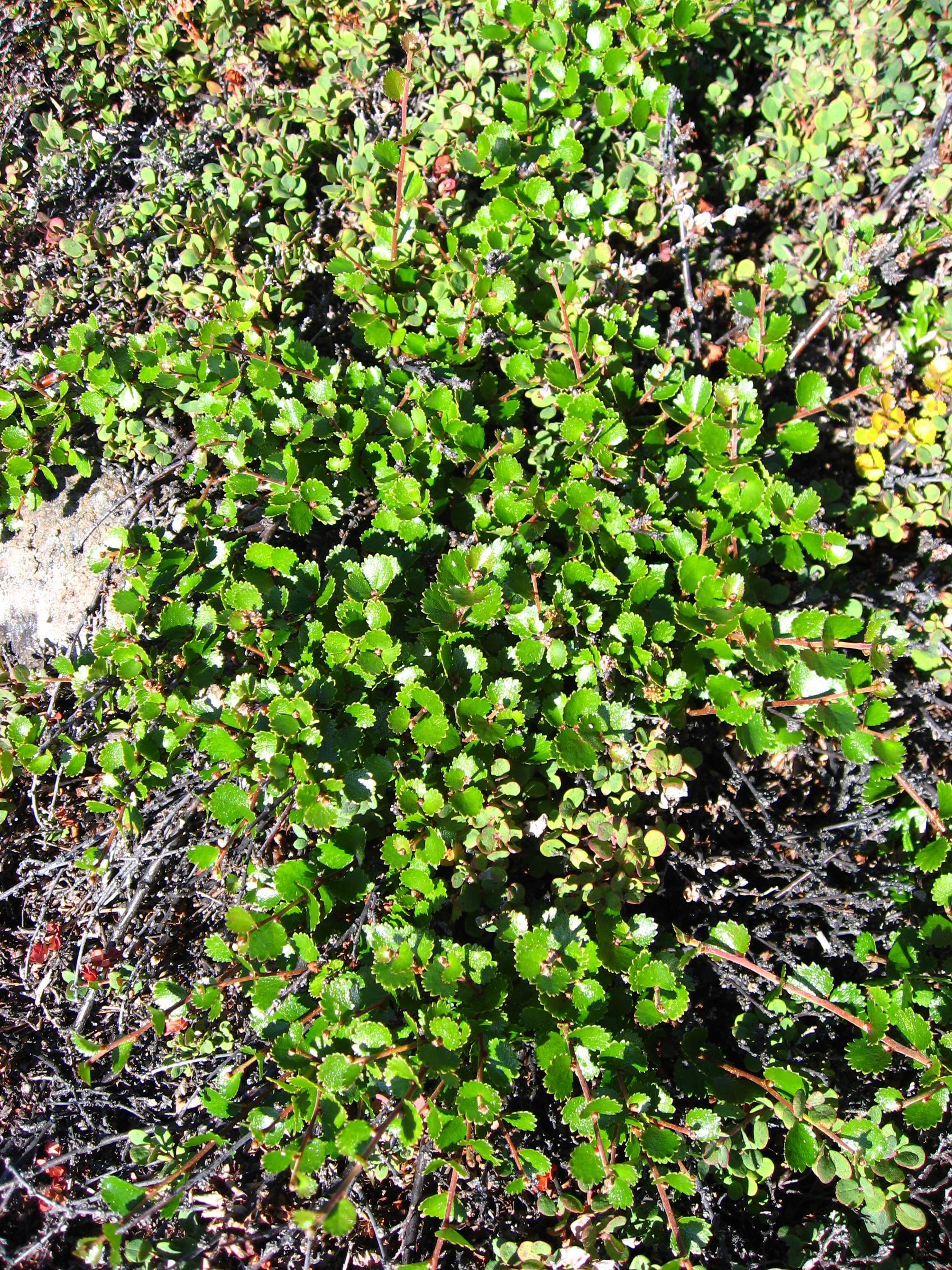
Betula nana в Гренландії

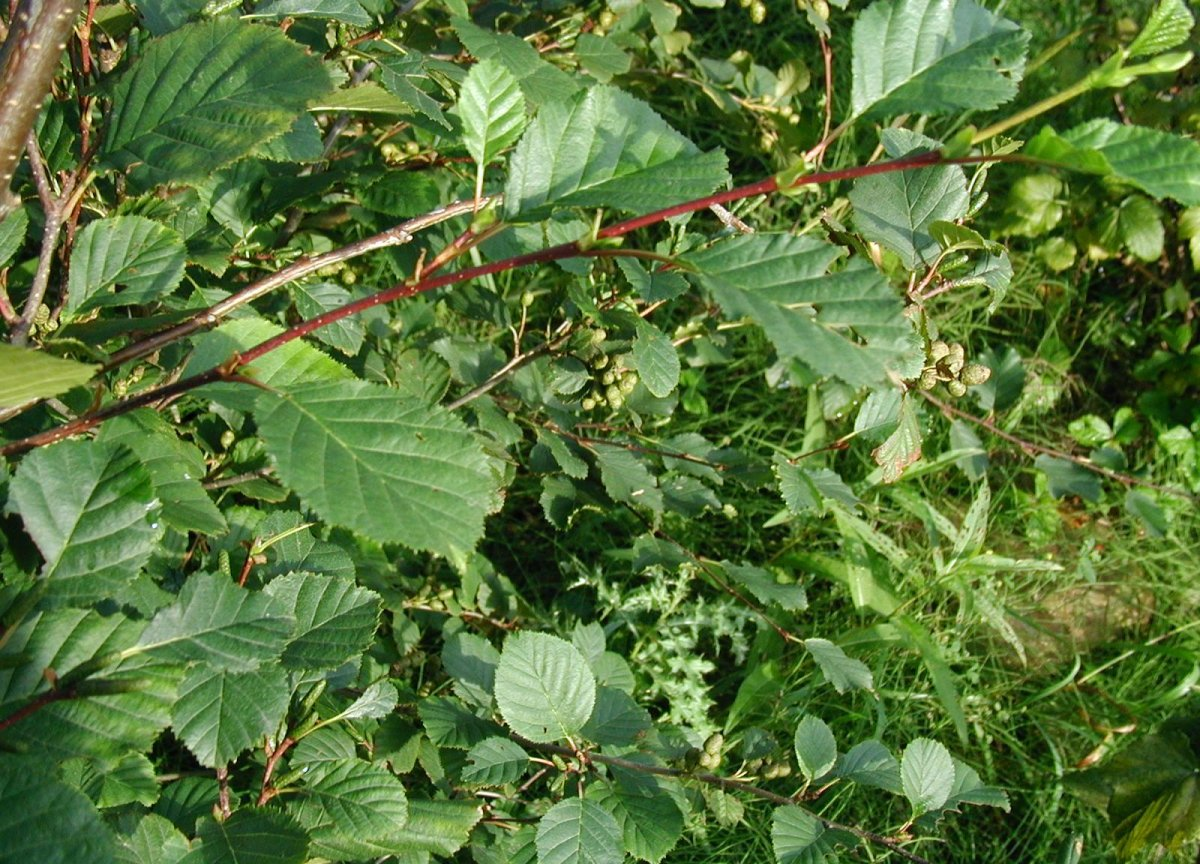
Alnus viridis

Циркумбореальна область, або Євросибірсько-канадська область — флористична область в біогеографії у складі Голарктичного царства і Бореального підцарства. Охоплює північну частину Європи, Азії, Канаду. Значна частина її розташована на території Росії.

## Характер флори
У флорі циркумбореальної області немає ендемічних родин, але багато ендемічних родів і видів. Особливо багаті на ендеміки Альпи, Піренеї, Кавказ, Сибір, Канада.
З хвойних для області характерні окремі види соснових (Pinus), ялини (Picea), ялиці (Abies) і модрини (Larix). У Канаді — тсуги (Tsuga), туї (Thuja). Вони складають основну рослинність тайгових, хвойних і мішаних лісів.
Численні листяні породи дерев, властиві змішаним і широколистяним лісам у південніших районах області. Тут типові дуби (Quercus), буки (Fagus), береза (Betula), вільха (Alnus), клен (Acer), верба (Salix), ясен (Fraxinus), в'яз (Ulmus), волоський горіх (Juglans), дерен (Cornus), липа (Tilia), слива (Prunus) і вишня (Cerasus).
Характерними родами є ожина (Rubus), горобина (Sorbus), глід (Crataegus), спірея (Spiraea), рододендрон (Rhododendron), жимолость (Lonicera), калина (Viburnum), бузина (Sambucus), жостір (Frangula), брусниця і чорниця (Vaccinium).

## Ресурси Інтернету
- Циркумбореальная область. Витяг з книги Федорова А. А. «Жизнь растений. — Том 1».[недоступне посилання з липня 2019]
- C. Michael Hogan. 2011. Taiga. eds. M.McGinley & C.Cleveland. Encyclopedia of Earth. National Council for Science and the Environment. Washington DC
- Robert F. Thorne. Phytogeography of North America North of Mexico. Flora of North America, Vol. 1, Ch. 6.